# Међународни дан деце жртава вакцина
Међународни дан деце жртава вакцина, познат и као Дан подизања свести о повредама изазваним вакцинама, се обележава сваког 3. јуна.

## Историјат
Међународни дан деце жртава вакцина је покренут иницијативом Европског форума за вакцинацију са циљем скретања пажње на децу и одрасле који су претрпели негативне последице услед вакцинације и подизања свести о потреби за бољом регулацијом и контролом вакцина. Обележавање је започето 1982. године због наглог повећања броја деце која су злостављана и изложена насиљу широм света. Посебна пажња је посвећена Либанском рату и његовом утицају на децу.
Циљ овог међународног дана је да пружи подршку жртвама вакцинације и њиховим породицама, као и да подстакне отворени дијалог међу здравственим стручњацима, доносиоцима одлука и јавношћу. Сваке године се организује са различитом темом у сарадњи са организацијама у заједници које иницирају одређене активности и семинаре за повећање свести о правима детета. Међу активностима су најчешће паљење свећа и организовање дискусије на друштвеним мрежама и локалним заједницама. 
Године 2021. је Међународни дан деце жртава вакцина посвећен деци која су свуда у свету физички, ментално и емоционално злостављана. Генерална скупштина Уједињених нација је тада усвојила Резолуцију 51/177 са циљем заштите права деце у ратним сукобима и насиљу. Године 2024. је један од главних догађаја било бесплатно онлајн приказивање документарног филма Вакцине: од заташкавања до катастрофе посвећен истраживању тврдњи о прикривању података о потенцијалним ризицима вакцинације и позива на транспарентност у фармацеутској индустрији.